# Tulobuterolo
Tulobuterolo è un composto a breve durata d'azione, con attività di tipo agonista selettivo sui recettori β2-adrenergici. Come farmaco viene utilizzato per ridurre il broncospasmo in alcune condizioni patologiche quali l'asma e la broncopneumopatia cronica ostruttiva. In questi disturbi della respirazione si assiste ad un marcato restringimento delle vie aeree che trasportano aria ai polmoni attraverso i bronchi e le loro ramificazioni più fini. Questo restringimento è secondario allo spasmo della muscolatura bronchiale ed all'infiammazione delle vie aeree. Tulobuterolo rilassa i muscoli lisci che circondano queste vie aeree, aumentandone così il diametro e facilitando il flusso di aria attraverso di esse.

La molecola è stata commercializzata in Giappone da Hokuriku Seiyaku (una società controllata di Knoll-BASF Pharma) nella forma farmacologica di compresse per uso orale. Dalla collaborazione tra questa società farmaceutica e la giapponese Nitto Denko è nata una formulazione transdermica in applicazione unica quotidiana contro le crisi di asma bronchiale, che i giornali hanno definito il primo cerotto contro l'asma.

## Farmacodinamica
Tulobuterolo è una molecola adrenergica, un agonista selettivo dei recettori β2-adrenergici, particolarmente presenti a livello della muscolatura liscia bronchiale. La stimolazione di questi recettori da parte del farmaco comporta un incremento dell'AMP ciclico endocellulare.
Questo aumento di AMP ciclico determina l'attivazione della protein chinasi A, la quale inibisce la fosforilazione della miosina e riduce la concentrazione intracellulare di calcio ionico, con conseguente rilassamento e determinazione di un effetto di tipo broncodilatatore con risoluzione del broncospasmo.

Tulobuterolo inoltre sembra esercitare anche effetti di tipo antinfiammatorio che sono di tipo complementare a quelli dei corticosteroidi, i quali, contrariamente a tulobuterolo, non inibiscono l'adesione degli eosinofili alle cellule endoteliali vascolari.

## Farmacocinetica
Dopo l'applicazione di un cerotto transedrmico di tulobuterolo da 2 mg il picco di concentrazione plasmatica (Cmax) viene raggiunto a distanza di 9-12 ore dall'applicazione (Tmax) e viene mantenuto per circa 24 ore.
Ne consegue che l'applicazione del cerotto nelle ore serali consente il raggiungimento del picco di efficacia nelle ore del risveglio. Come è noto, nei pazienti asmatici è proprio nelle prime ore del mattino che la funzione respiratoria è più gravemente depressa, ed è proprio in queste ore che il soggetto asmatico necessita di un maggior supporto farmacologico di tipo broncodilatatore.
una farmacocinetica assolutamente simile si registra nei bambini quando si procede all'applicazione di cerotto transdermico di 1–2 mg. Anche in questa popolazione gli incrementi del picco di flusso espiratorio (PEF) dimostrano l'utilità pratica di questo trattamento nei pazienti con asma infantile.

## Usi clinici
Tulobuterolo può essere impiegato nel trattamento del broncospasmo associato all'asma bronchiale ed in altre malattie che determinano occlusione delle vie respiratorie: ad esempio la broncopneumopatia cronica ostruttiva.
L'applicazione tramite cerotto transdermico nei soggetti con BPCO sembra comportare non solo un miglioramento delle funzioni respiratorie, ma anche un incremento della qualità della vita dei pazienti. Se si considera che molti pazienti con BPCO sono anziani e possono mostrare problemi e difficoltà nel padroneggiare la tecnica di utilizzo degli inalatori, si comprende come via di somministrazione più comoda in questi soggetti possa rivelarsi estremamente utile.

Il miglioramento della qualità di vita potrebbe essere legato ad un miglioramento della funzionalità delle vie aeree periferiche,  che sono particolarmente coinvolte in caso di BPCO. I recettori adrenergici β2 nelle vie aeree sono particolarmente presenti a livello periferico e sono attivati da tulobuterolo cerotto transdermico mediante la circolazione sistemica. La combinazione dell'azione di tulobuterolo con tiotropio, una molecola che esercita i suoi effetti attraverso i recettori muscarinici M3,  localizzati principalmente nella zona centrale delle vie aeree, determina  effetti complementari e sinergici migliorando le funzioni sia delle vie aeree periferiche che di quelle centrali.

Il farmaco è stato anche impiegato nella prevenzione del broncospasmo associato all'esercizio fisico.

## Effetti collaterali ed indesiderati
In corso di trattamento con tulobuterolo sono stati segnalati alcuni effetti collaterali tra i quali i più frequenti sono: palpitazioni, cardiopalmo, cefalea, ansia, secchezza delle fauci, crampi muscolari.
In alcuni pazienti tulobuterolo può comportare l'insorgenza di tremori fini a carico della muscolatura scheletrica. I tremori sono evidenziabili con maggiore facilità alle mani.
Questo effetto avverso, tipico e comune a tutti gli stimolanti beta-adrenergici, è in strettamente correlato al dosaggio utilizzato.

## Controindicazioni
Tulobuterolo è controindicato nei soggetti con ipersensibilità nota al principio attivo oppure ad uno qualsiasi degli eccipienti della formulazione farmaceutica.
Il farmaco non deve essere assunto da pazienti con una storia pregressa di cardiopalmo, palpitazioni o tachiaritmie.
Ulteriori controindicazioni sono rappresentate dallo stato di gravidanza e dall'allattamento al seno, tranne in quei casi nei quali il beneficio atteso per la madre sia considerato superiore al possibile rischio per il feto.

## Interazioni
- Simpaticomimetici: è opportuno non associare tulobuterolo ed altri principi attivi con attività simpaticomimetica per la possibilità che si verifichi un potenziamento dei rispettivi effetti farmacologici.
- Inibitori delle monoamino ossidasi e antidepressivi triciclici: la somministrazione di tulobuterolo richiede grande cautela in pazienti in terapia con inibitori delle MAO o antidepressivi triciclici, in quanto l'azione di tulobuterolo sul sistema cardiovascolare può essere potenziata da tali farmaci.